# 茂州衛
茂州衛是明代的一個衛所。明洪武十一年(1378)置，屬四川都司。治所即今四川茂縣。